# Druckerei Scheid

Werbeanzeige des Vorbesitzers Hildenbrandt 1873

Werbeanzeige von 1894

Die Druckerei H. L. Scheid wurde am 15. Oktober 1882 von dem Drucker Heinrich Lambert Scheid in der am Mittelrhein gelegenen Stadt Koblenz gegründet, jedoch erst am 18. Februar 1918 ins Handelsregister eingetragen.

## Geschichte
Als Heinrich Lambert Scheid die seit 1842 bestehende Druckerei, mit Gebäuden in der Mehlgasse 15 und Gemüsegasse 14, von seinem Lehrherrn H. Hildenbrandt kaufte, wurden die Druckereierzeugnisse noch alle in Handarbeit hergestellt. Die einzelnen Zeilen wurden noch in Bleilettern gesetzt und jeder Druckbogen einzeln in die handbetätigte Druckpresse eingelegt. In den folgenden Jahren modernisierte Scheid den Betrieb durch den Einsatz der neu entwickelten Zeilensetz- und Gießmaschinen und weitete ihn durch den Kauf eines weiteren Hauses in der Gemüsegasse 12 aus. Zwei Söhne seiner insgesamt acht Kinder: Heinrich August (1884–1964) und Adolf Lambert Scheid erlernten bei ihrem Vater ebenfalls das Druckerhandwerk. Heinrich Lambert Scheid starb Weihnachten 1917.

## Druckerei Scheid oHG
Ab 1918 leiteten Adolf Lambert Scheid (später nannte er sich nur noch Adolf Scheid) und sein älterer Bruder Heinrich August den väterlichen Betrieb. Adolf Lambert Scheids Tochter Erika erlernte bei ihrem Vater das Schriftsetzerhandwerk, das sie mit der Meisterprüfung abschloss. Am 15. März 1920 gründeten die Brüder eine oHG die bis zum 31. Dezember 1950 bestand. Von da an war Adolf Scheid Alleininhaber der Druckerei. Zum 1. Januar 1951 schied Heinrich August aus dem Unternehmen aus und gründete danach eine eigene Firma, die Heinrich A. Scheid oHG., Druckerei, Papierhandel und Stempel, in der Magazinstraße 6.

## Druckerei Scheid KG
In den 1970er Jahren erfolgte die Umstellung auf die elektronische Druckherstellung. Am 19. Januar 1973 wurde die Firma in eine Kommanditgesellschaft umgewandelt, Kommanditist war Adolf Scheid und der Komplementär war seine Tochter Erika Hoffecker-Scheid. Nach dem Tod von Adolf Scheid am 22. September 1974 führte die Tochter das Unternehmen weiter. 1981 musste die Druckerei wegen städtischer Sanierungsmaßnahmen in die Karmeliterstraße 2–4 umziehen. Am 15. Oktober 1982 konnte die Firma ihren hundertsten Geburtstag feiern. Ab dem 2. Februar 1989 wurde der Betrieb unter dem Eintrag H. L. Scheid Druckerei, Inhaber Erika Hoffecker-Scheid im Koblenzer Handelsregister geführt. Danach kam es am 29. April 1997 zur Geschäftsübernahme durch Alfred Bild aus Koblenz, der bis zum 21. Dezember 1999 die Druckerei unter der Bezeichnung H. L. Scheid Druckerei, Nachfolger Alfred Bild, weiter betrieb. Anschließend wurde das Unternehmen im Handelsregister gelöscht.

## Heinrich August Scheid
Heinrich August Scheid wurde am 27. Juni 1884 in Koblenz geboren. Er erlernte bei seinem Vater den Beruf des Buchdruckers und legte am 3. Juli 1919 seine Meisterprüfung mit der Note Sehr gut ab. Neben seiner Berufstätigkeit war er viele Jahre ehrenamtlich im  Deutschen Buchdrucker-Verein tätig. Ab 1948 war er Vorsitzender des Bezirksverbandes Druck e. V. und von 1951 bis 1963 als stellvertretender Vorsitzender des Landesverbandes Druck Rheinland-Pfalz. Rund 30 Jahre war Scheid Vorsitzender der Prüfungskommission für das Druckereigewerbe im Bezirk der IHK Koblenz. Von Januar 1951 bis zu seinem Tod 1964 führte er die eigene Firma Heinrich A. Scheid oHG., Druckerei, Papierhandel und Stempel, zuerst in der Magazinstr. 6 und später in der Casinostr. 29. Für seine Verdienste um das Druckereigewerbe wurde Heinrich A. Scheid am 15. Oktober 1953 mit dem Verdienstorden der Bundesrepublik Deutschland ausgezeichnet.
Auch seiner Heimatstadt Koblenz war er eng verbunden. Dort war er lange Jahre Mitglied des Vereins Rhein-Museum und 56 Jahre Mitglied des Eifelvereins. Am 26. März 1964 verstarb er nach längerer Krankheit.

## Druckerei- und Verlagserzeugnisse (Auswahl)

### 19. Jahrhundert

Buchtitel 1891

Buchtitel 1908

- Zur Gedenkfeier des 50-jährigen Bestehens der Handelskammer zu Coblenz 1884 Handelskammer <Koblenz>, Coblenz: 1884: Buchdruckerei H. L. Scheid, Gemüs[!]gasse 14, 18 S.
- E. Berntzen: Verzeichnis der zur städtischen Wasserleitung in Coblenz gehörenden Hydranten, Coblenz [o. J. 1887]: Buchdruckerei von H. L. Scheid, Gemüs[!]gasse 14
- Paul Preis: Abbildungen hervorragender Nachtschmetterlinge aus dem indo-australischen und südamerikanischen Faunengebiet mit erläuterndem Text, H. L. Scheid 1888
- Emil Schüller: Das Kaiser–Denkmal der Rheinprovinz. Ein Denkmal für alle Rheinländer – Von Irenäus – Coblenz 1888: Buchdruckerei von H. L. Scheid, Gemüs[!]gasse 14
- Vorschriften für das Bürger–Hospital zu Coblenz, Coblenz [1888]: Buchdruckerei von H. L. Scheid, Gemüs[!]gasse 14, 63 S.
- Verzeichnis der Ausstellung von Kunstgewerblichen Alterthümern, Kunstgegenständen und Gemälden in Coblenz 1891 < 1891. Koblenz >. Coblenz: Scheid 1891
- Hubert Poppelreuter: Die Erkenntnislehre der Stoiker Zenon und Kleanthes …, 20 S. Druckerei H. L. Scheid Koblenz 1891
- Anweisung für die Lokalbeobachter in Reblaus-Angelegenheiten in der Rheinprovinz, Coblenz: Scheid 1891, 24 S.
- Peter Zirbes: Eifelsagen, Lieder und Gedichte, Koblenz: Scheid 1891, 275 S.
- Festbuch zur 50jährigen Jubelfeier der „Coblenzer Schützengesellschaft“ am 2., 3., 4. und 10. und 17. Juli 1898, Coblenz 1898: Heinr. L. Scheid, 49 S.

### 20. Jahrhundert
- Jahresbericht Stadtbibliothek 1898/99 1899/1900, Coblenz: Scheid 1900
- Naturwissenschaftlicher Verein < Koblenz >: Festschrift zum 50jähr. Stiftungsfest des Naturwissenschaftlichen Vereins zu Coblenz, 30. November 1901, Coblenz: Heinr. L. Scheid 1901, Gemüsegasse 14
- Ludwig Wattendorf: Festdichtungen zum Kaisergeburtstage 1903, Coblenz: Scheid 1903
- Hans i. e. Johann Maria Georg Franz Hoffmann: Über das mass der ausnutzung der in form von künstlichen düngemitteln gegebenen nährstoffe durch frühreife, mittelspäte und spätreife kartoffeln …, 106 S., H. L. Scheid, Koblenz 1904
- Festschrift zu der am 12. Oktober 1907 stattfindenden Feier der Einweihung des neuen Schulgebäudes und des 52-jährigen Bestehens der Anstalt,< Städtisches Realgymnasium mit Realschule i. E., Koblenz >, Coblenz: Scheid 1907
- Christian Schmitt: Cardinal Nicolaus Cusanus, Coblenz: Scheid 1907
- Anweisung zur Verbreitung von Nachrichten über Hochwasserstände und Eisgang am Rhein, an der Mosel und der Saar in den Regierungsbezirken Trier, Coblenz,… […] vom 6. Januar 1908, Coblenz: Scheid 1908
- Gustav Wilpers: Über Plasteinbildung durch Magenextrakte der verschiedenen Haustiere unter besonderer Berücksichtigung des Lab- und Pepsinfermentes …, 35. S., L. H. Scheid Koblenz, 1913
- Wilhelm Josef Becker: Ueberblick über die Geschichte der älteren Koblenzer Druckereien, Verlage, Buchhandlungen, der gesamten Presse und des literarischen Lebens (seit 1700), (Weitergehende Daten siehe bei Literatur!)
- Anweisungen für Verbreitung von Nachrichten über Hochwasserstände und Eisgang am Rhein in den Regierungsbezirken Coblenz, Cöln und Düsseldorf vom 10. November 1920, Coblenz: Scheid 1920, 16 S.
- Franz J. Scheid: Auf Rheines Wellen – ein Führer durchs Rheintal zwischen Mainz und Köln, 1. Aufl. Koblenz: Scheid 1927
- Wilhelm Wöller: Der Verzicht auf das Pflichtteilsrecht (Univers. Diss. Köln 1931), Koblenz: Scheid 1931, 42 S.
- Curt Mordziol: Cäsars Rheinübergänge im Licht der geologischen Forschung, Koblenz: Scheid 1931, 32 S.
- Fritz Jungbluth: Koblenzer Produktemarkt – Entstehung und Entwicklung 1896 [1898] – 1952, Koblenz: Scheid 1952
- Richtlinien für Abflussmengen, hrsg. von den Gewässerkundlichen Anstalten des Bundes und der Länder, Koblenz: Scheid 1953
- 150 Jahre Musik – Institut Koblenz 1808–1958, Koblenz: Scheid 1958, 47 S.
- Bildende Kunst am Mittelrhein 1918–1932: Hanna Sprung und Zeitgenossen – Dokumentation zur Ausstellung im Künstlerhaus Metternich, Koblenz: Scheid 1978, 26 ungez. Blätter.

### Allgemein
- Wilhelm Heinsius: Allgemeines Bücher – Lexikon [ab 1700], Bände 1–19, Leipzig 1812–1894
- Wilhelm Heinsius: Allgemeines Bücher – Lexikon, Band 1: 1700–1810, Band 1–19 [bis 1894 erschienen]. Brockhaus, Leipzig 1812 ff. (Nachdruck: Akademische Druck- und Verlagsanstalt, Graz / Austria 1962–1963)
- Rudolf Schmidt: Deutsche Buchhändler – Deutsche Buchdrucker. Beiträge zu einer Firmengeschichte des deutschen Buchgewerbes. Berlin 1902 (Nachdruck der Ausgabe Berlin und Eberswalde 1802–1908: 6 Bände in einem Band: Hildesheim und New York 1979)
- Herbert G. Göpfert: Buch- und Verlagswesen im 18. und 19. Jahrhundert: Beiträge zur Geschichte der Kommunikation in Mittel- und Osteuropa, Berlin 1977
- Gert Hagelweide: Literatur zur deutschsprachigen Presse. Eine Bibliographie. Von den Anfängen bis 1970 (Dortmunder Beiträge zur Zeitungsforschung 35), 20 Bände. K. G. Saur, München 1987 ff.
- Reinhard Wittmann: Geschichte des deutschen Buchhandels: ein Überblick, München 1991
- Ralf Reinhold: Überblick über die historische Entwicklung des Buchgewerbes im Regierungsbezirk Koblenz, in: Meisterwerke 2000 Jahre Handwerk am Mittelrhein, Band 9: Bücher: Katalog zur Ausstellung der Handwerkskammer Koblenz und des Landesmuseums Koblenz, Koblenz 1992
- Dieter Kerber: Eine Bibliothek von Bürgern für Bürger. Ein Beitrag zur Geschichte der Stadtbibliothek Koblenz, in: Walther Gose und Dieter Kerber (Bearb.): Buch und Bild. Kostbarkeiten der Stadtbibliothek aus sieben Jahrhunderten. Koblenz 1992, S. 1–41 [S. 2–8: Bibliotheken in Koblenz vor 1817]
- Reinhard Wittmann: Geschichte des deutschen Buchhandels. 2. durchges. und erw. Auflage, München 1999. 493 S.
- Historische Kommission des Deutschen Buchhandels (Hrsg.): Geschichte des deutschen Buchhandels im 19. und 20. Jahrhundert, Band 1: Das Kaiserreich 1871–1918, Frankfurt am Main 2003
- Severin Corsten (u. a.) (Hrsg.):  Lexikon des gesamten Buchwesens 2. völlig neubearb. Aufl., Bände 1–8, Stuttgart: Hiersemann 1987–2009
- Reinhard Wittmann: Geschichte des deutschen Buchhandels. Beck München 2010, Taschenbuch